# El bazar de las sorpresas
El bazar de las sorpresas (The Shop Around the Corner) es una película de comedia romántica estadounidense de 1940 dirigida por Ernst Lubitsch y con actuación de James Stewart y Margaret Sullavan. La película está inspirada en la obra Illatszertár (1937, conocida internacionalmente por su título francés: Parfumerie), del escritor húngaro Miklós László El filme ha sido declarado "culturalmente significativo" por la Biblioteca del Congreso de Estados Unidos y escogido para su conservación por el National Film Registry.
La película fue rehecha en 1998 con el título You've Got Mail. Además, la obra original de Miklós László se adaptó también al musical con el título She Loves Me, y se ha representado desde 1963.

## Argumento
Durante la Gran Depresión, Alfred Kralik era el vendedor estrella de Matuschek and Company, una tienda de artículos de cuero en Budapest, propiedad del nervioso Sr. Hugo Matuschek. Entre los compañeros de trabajo de Kralik se encontraban su amigo Pirovitch, un amable hombre de familia; Ferencz Vadas, un mujeriego hipócrita; la vendedora Ilona Novotny; la oficinista Flora Kaczek; y Pepi Katona, un repartidor ambicioso y precoz. Una mañana, Kralik le reveló a Pirovitch que se había estado comunicando anónimamente con una mujer inteligente y culta cuyo anuncio había visto en el periódico. Kralik respondió al anuncio, con el deseo de ampliar sus conocimientos sobre cultura. Mientras se comunicaban, acordaron no revelar detalles sobre sus vidas personales.
Kralik es el empleado más antiguo y de mayor confianza del Sr. Matuschek, pero la tensión empieza a surgir entre ambos. Discuten por la idea del Sr. Matuschek de vender una caja de cigarrillos que suena " Ochi Chërnye " al abrirla. Tras la conversación, Klara Novak entra en la tienda de regalos buscando trabajo. Kralik y el Sr. Matuschek le dicen que no hay vacantes, pero cuando logra vender una de las cajas de cigarrillos como caja de dulces, el Sr. Matuschek la contrata. Sin embargo, ella y Kralik no se llevan bien. El Sr. Matuschek se está poniendo irritable porque sospecha que su esposa tiene una aventura extramatrimonial, ya que ella se queda fuera hasta tarde y le pide dinero.
Seis meses después, al acercarse la Navidad, Kralik se prepara para cenar con su misterioso corresponsal. La reunión se estanca cuando el Sr. Matuschek exige que todos se queden después del trabajo para decorar la tienda. Cuando Novak y Kralik piden la noche libre, el Sr. Matuschek se enfada. Llama a Kralik a su oficina y lo despide. Nadie en la tienda comprende que las acciones del Sr. Matuschek están relacionadas con sus sospechas de que Kralik tiene una aventura con su esposa. Más tarde, el Sr. Matuschek se reúne con un investigador privado que le informa de que su esposa tiene una aventura con Vadas. Pepi regresa a la tienda a tiempo para evitar que el Sr. Matuschek se suicide.
Mientras tanto, Kralik llega al Café Nizza, donde descubre que su misteriosa mujer es Novak. A pesar de su decepción, Kralik entra y habla con ella, fingiendo estar allí para encontrarse con Pirovitch. Mentalmente, Kralik intenta reconciliar a la culta mujer de sus cartas con su irritante compañera de trabajo, con la secreta esperanza de que las cosas salgan bien. Preocupada de que la presencia de Kralik arruine su primer encuentro con su misterioso corresponsal, lo llama "un pequeño empleado insignificante" y le pide que se marche.
Más tarde esa noche, Kralik fue al hospital a visitar al Sr. Matuschek, quien se disculpó por sospechar que tenía una aventura con su esposa antes de ofrecerle un trabajo como gerente de Matuschek and Company. Agradecido con Pepi por salvarle la vida, el Sr. Matuschek lo ascendió a oficinista. Al día siguiente, Novak llamó para reportarse enferma porque su misterioso hombre no se presentó, y a instancias del Sr. Matuschek, Kralik despidió a Vadas. Esa noche, cuando Kralik visitó a Novak en su apartamento, esta recibió una carta de su corresponsal y la leyó delante de Kralik, quien la escribió.
Dos semanas después, en Nochebuena, Matuschek y compañía alcanzan un récord de ventas. Kralik y Novak, solos en la tienda al cerrar, hablan de sus citas para esa noche, y Novak revela que estaba enamorada de Kralik cuando se conocieron. Explica que al principio se mostró irritable con él para despertar su interés. Tras fingir haber conocido al hombre misterioso de Novak, Kralik lo describe con malos ojos. Cuando Novak expresa su decepción, Kralik cita una de sus cartas y se coloca un clavel rojo en la solapa, revelándole que él es su corresponsal misterioso. Se abrazan y se besan.

## Reparto
- James Stewart ... Alfred Kralik
- Margaret Sullavan ... Klara Novak
- Frank Morgan ... Hugo Matuschek
- Sara Haden ... Flora Kaczek

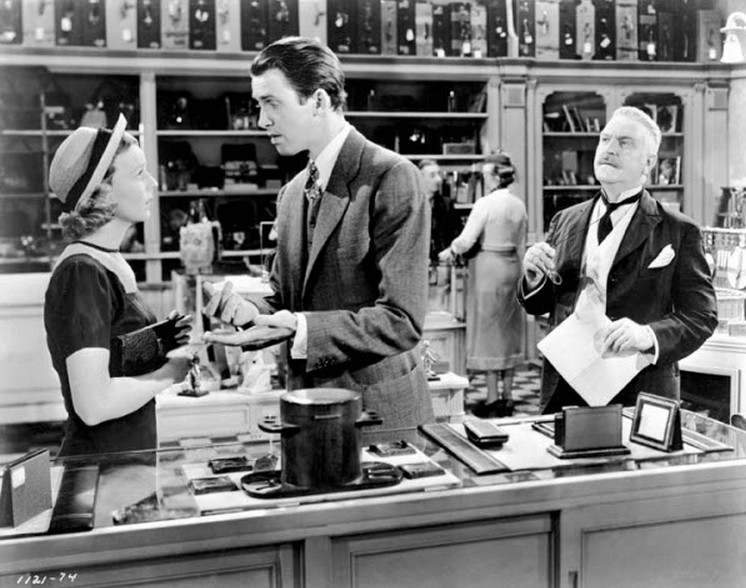
Margaret Sullavan, James Stewart y Frank Morgan en un fotograma de la película.

- Joseph Schildkraut ... Ferencz Vadas
- Felix Bressart ... Pirovitch
- William Tracy ... Pepi Katona
- Inez Courtney ... Ilona Novotny
- Charles Halton ... Detective
- Charles Smith ... Rudy
- Edwin Maxwell ... Doctor
- Sarah Edwards ... Cliente
- Charles Arnt ... Policía
- Grace Hayle ... Clienta
- Mabel Colcord ... Tía Anna